# 네덜란드-포르투갈 전쟁
네덜란드-포르투갈 전쟁(네덜란드어: Nederlands-Portugese Oorlog; 포르투갈어: Guerra Luso-Holandesa)은 네덜란드 동인도 회사, 네덜란드 서인도 회사 및 그들의 동맹국들이 이베리아 연합과 1640년 이후 포르투갈 제국에 맞서 싸운 전 세계적인 무력 충돌이었다. 이 전쟁은 주로 네덜란드 회사와 함대가 아메리카, 아프리카, 동인도에서 포르투갈 식민지를 침략하는 형태로 진행되었다. 이 전쟁은 스페인과 네덜란드 간에 유럽에서 벌어지던 네덜란드 독립 전쟁의 연장선으로 볼 수 있는데, 포르투갈이 대부분의 기간 동안 포르투갈 계승 전쟁 후 스페인과 왕조 동맹을 맺고 있었기 때문이다. 그러나 이 전쟁은 유럽에서 벌어지던 전쟁과는 거의 관련이 없었으며, 주로 네덜란드가 포르투갈을 희생시켜 해외 제국을 건설하고 무역을 장악하기 위한 수단으로 작용했다. 잉글랜드 왕국도 이 전쟁의 특정 시점에서 네덜란드를 지원했으나, 후에 영국과 네덜란드는 치열한 경쟁 관계가 되었다. 이 전쟁은 주로 향신료를 둘러싼 갈등이었기 때문에 '향신료 전쟁'이라는 별명을 얻게 되었다.
포르투갈은 네덜란드의 브라질, 모잠비크, 앙골라 점령 시도를 물리쳤지만, 네덜란드는 아시아에서 포르투갈의 무역망을 교란시켰다. 네덜란드는 말라카, 실론, 말라바르 해안, 몰루카 제도를 점령했고, 아프리카에서는 포르투갈령 골드 코스트를 정복했다. 포르투갈은 스페인이 자신들의 식민지를 우선시하고 포르투갈, 즉 연합의 약한 구성원의 방어를 소홀히 했다고 인식하면서 스페인에 대한 불만을 키웠고, 이는 포르투갈이 포르투갈 독립 전쟁을 통해 스페인의 지배에서 벗어나게 된 주요 요인이 되었다. 게다가 포르투갈은 이베리아 연합이 네덜란드의 자국 식민지 공격의 원인이라고 주장했다.